# Warm Springs (Oregon)
Warm Springs ist ein gemeindefreier Ort (unincorporated community) im Jefferson County im US-Bundesstaat Oregon. Es ist der Hauptort der Warm Springs Indian Reservation und Regierungssitz der Confederated Tribes of Warm Springs. Das U.S. Census Bureau hat bei der Volkszählung 2020 eine Einwohnerzahl von 2.435 ermittelt.

## Lage
Der Ort liegt im Südwesten der Warm Springs Indian Reservation, etwa 20 Kilometer nordwestlich der  Stadtmitte von Madras (Oregon) und etwa 170 Kilometer südöstlich von Portland, im Tal des Shitike Creek auf einer Höhe von 469 m. Der Deschutes River bildet die Ostgrenze des Ortsgebiets, nach Norden erstreckt sich das Ortsgebiet bis zur Grenze des im Jefferson County.
Das Ortsgebiet hat eine Fläche von 110,45 km². Davon sind 110,11 km2 Land und 0,34 km2 Wasser. Durch den Ort führt der U.S. Highway 26 von Madras zum Mount Hood und weiter nach Portland.

## Demografie
Laut United States Census 2010 hatte Warm Springs 2945 Einwohner gegenüber 2431 im Jahre 2000. Davon waren 1516 Männer und 1429 Frauen. 2700 Einwohner (91,7 %) zählten zu den American Indians. 1054 Einwohner waren unter 18 Jahre alt, 154 über 65. Der Medianwert des Alters betrug 24,9 Jahre.
Schätzungen für 2017 gehen von einer Einwohnerzahl von 3555 aus.

## Bilder

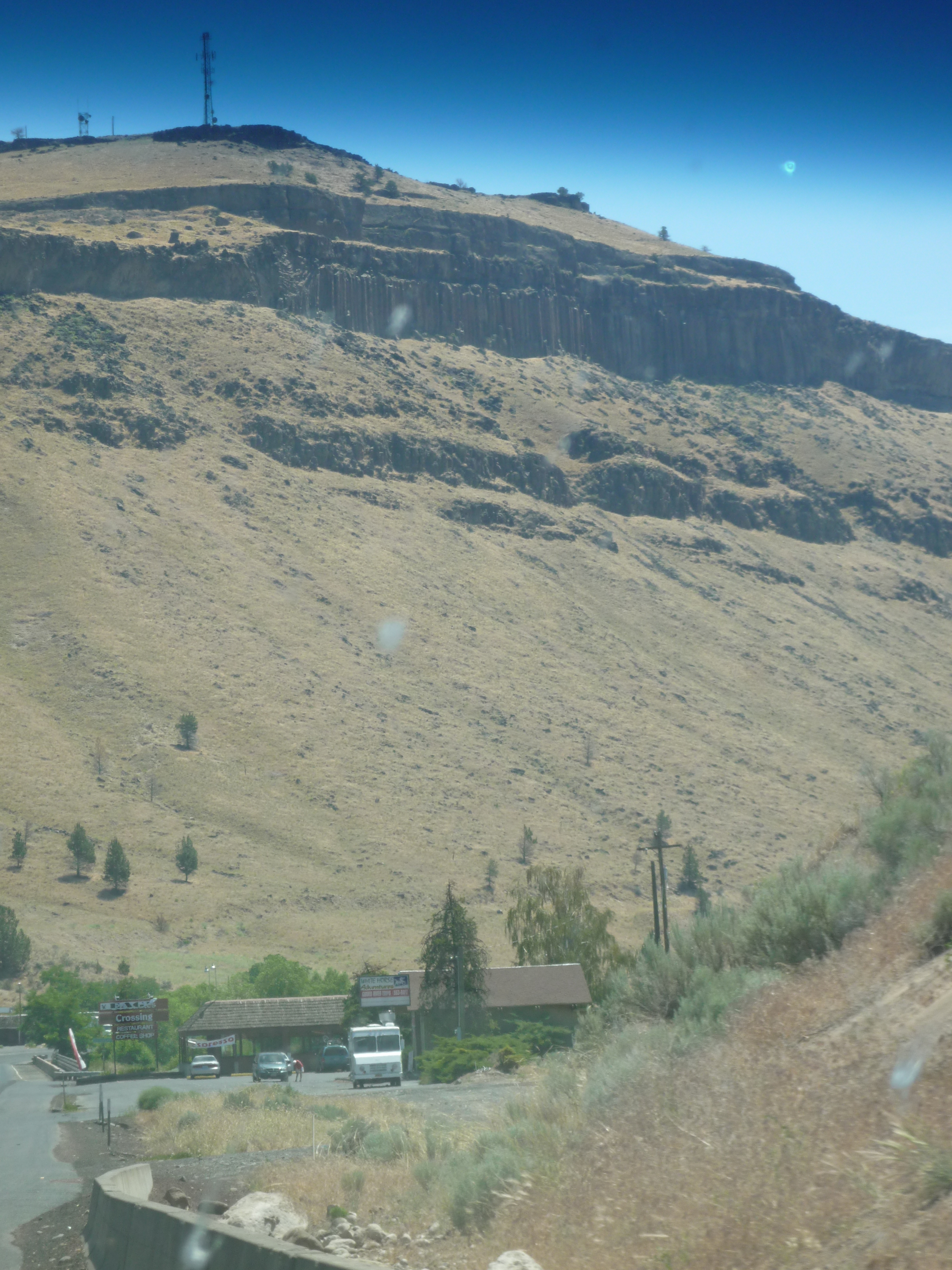
Ortseingang
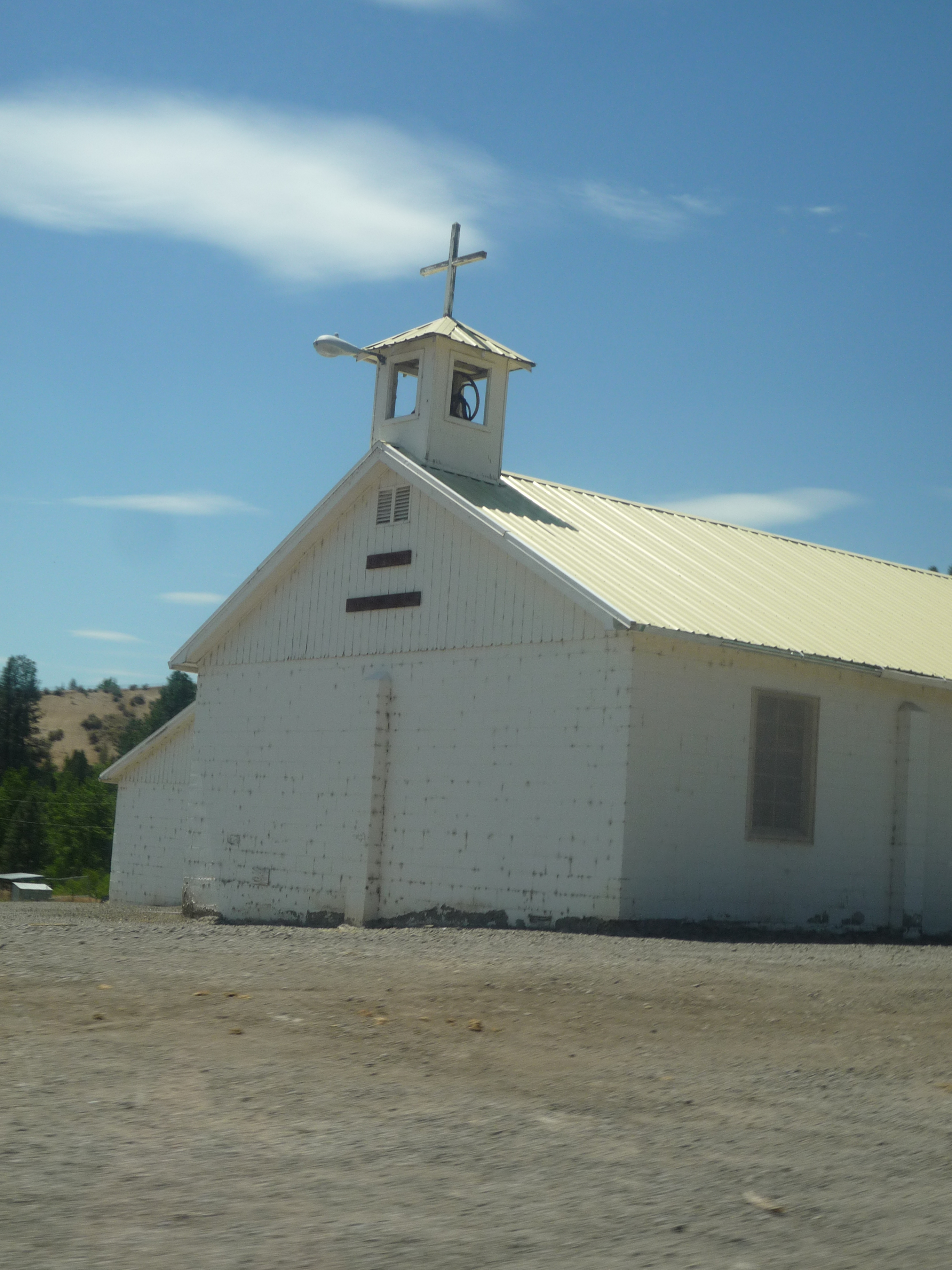
Kirche
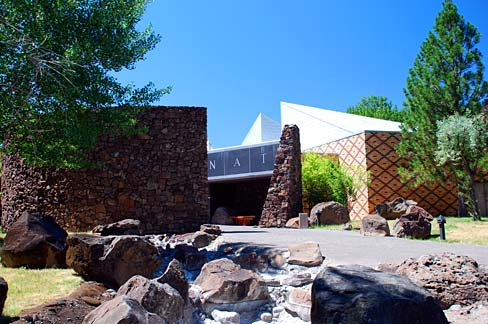
Museum
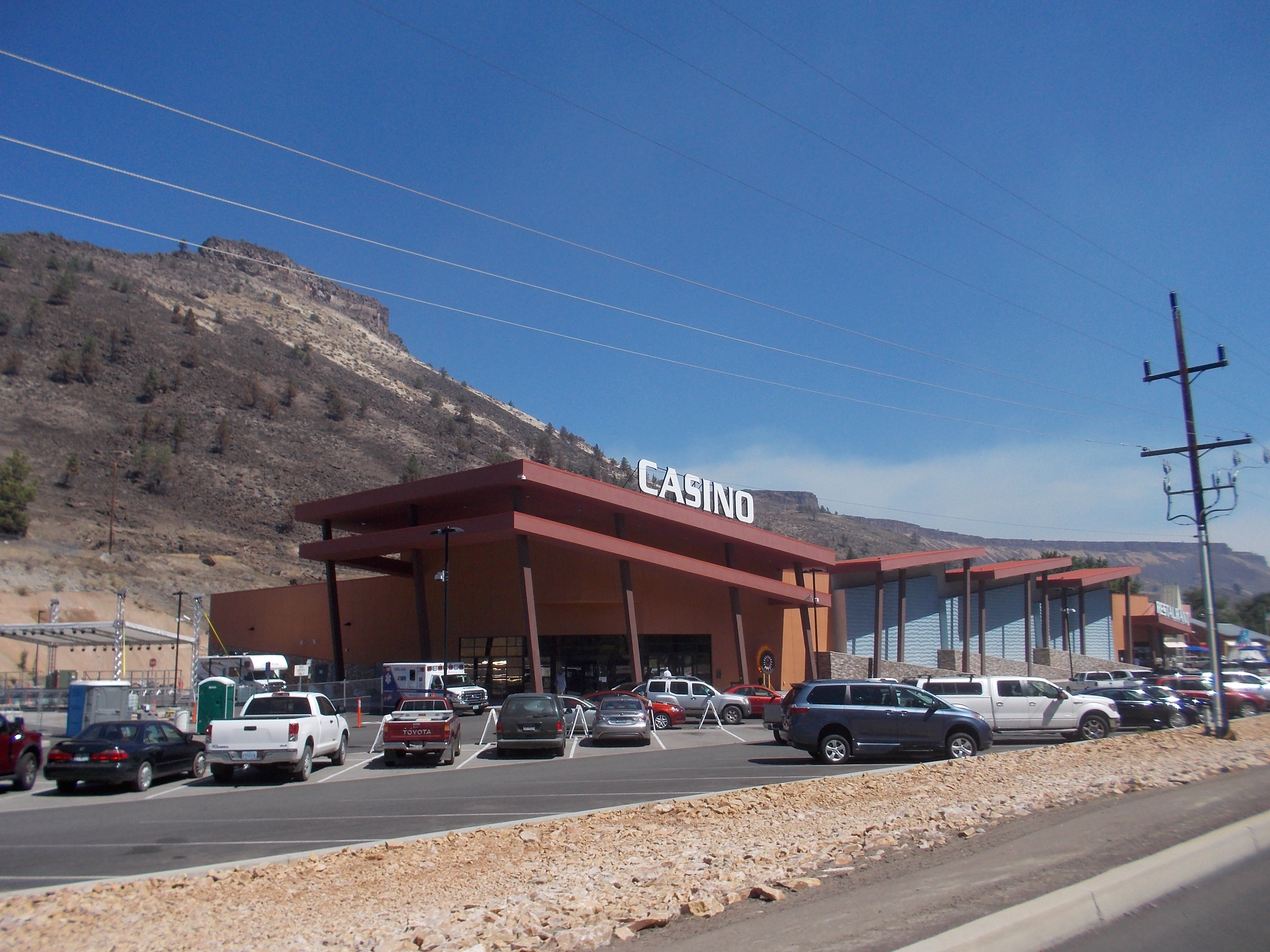
Casino